# Oscuros (película)
Oscuros (título original en inglés: Fallen) es una película estadounidense de género fantástico dirigida por Scott Hicks, basada en el best-seller homónimo escrito por Lauren Kate, protagonizada por Addison Timlin, Jeremy Irvine y Harrison Gilbertson, con la participación especial de Joely Richardson. La historia gira principalmente entre los dos personajes principales, Luce, quien aparenta ser una chica normal, y Daniel, un ángel caído.
La fase de producción inició el 9 de febrero de 2014 en Budapest, Hungría, la película duró un promedio de dos años en preproducción. Su estreno fue el 10 de noviembre en Filipinas, Singapur y Malasia.

## Argumento
Luce, de 17 años, es una nueva estudiante de Sword & Cross (Espada y Cruz), un internado/reformatorio ubicado en Savannah, Georgia. El novio de Luce murió en circunstancias sospechosas, y ella carga con la culpa de su muerte mientras se mueve por los poco amistosos pasillos de Sword & Cross, donde cada estudiante parece tener una historia desagradable.
Pero al conocer a Daniel, un guapo estudiante, Luce siente que hay una razón para estar allí - aunque no sabe cuál es. ¿Y el comportamiento frío y distante de Daniel con ella? Realmente es un mecanismo de defensa al que se ha acostumbrado. Daniel es un ángel caído, condenado a enamorarse de la misma chica de 17 años y verla morir. Y Luce, una chica mortal,  tiende a retornar una y otra vez, además no tiene ni idea de quién es en realidad.

## Elenco
- Addison Timlin - Lucinda Luce Price.[6]
- Jeremy Irvine - Daniel Grigori.[6]
- Harrison Gilbertson  - Cameron "Cam" Briel.[7]
- Joely Richardson - Sophia Bliss.[8]
- Lola Kirke - Pennyweather "Penn" Van Syckle-Lockwood.[8]
- Daisy Head - Arriane Alter.[9]
- Hermione Corfield -  Gabrielle "Gabbe" Givens.[10]
- Malachi Kirby - Roland Sparks.[8]
- Sianoa Smit-McPhee - Mary Margaret "Molly" Zane.[11]
- Chris Ashby - Todd Hammond.[8]
- Paul Slack - Harry Price.[8]
- Juliet Aubrey - Doreen Price.[12]
- Leo Suter - Trevor.[8]
- Norma Kuhling - Rachel.[8]
- David Schaal - Randy.[8]
- Elliot Levey - Ethan Watkins.[8]
- Matt Devere - Sheriff.[8]

## Desarrollo

### Preproducción
Lotus Entertainment  es la productora encargada de llevar la adaptación al cine, en un principio cuando la novela fue comprada en diciembre de 2009, la empresa productora Walt Disney World fue la primera en comprar toda la saga ya que Oscuros consta de 5 libros y un anexo, en total 6, pero a mediados del año de 2013, Disney declino y se retiró del proyecto, dejando a su totalidad la producción a Lotus Entertainment. La preproducción inicio en el mes de mayo de 2014 una vez acabadas las grabaciones en Budapest, Hungría.

### Casting
El 16 de agosto de 2013 se dio a conocer a dos de los protagonistas principales, Addison Timlin interpretaría a Lucinda "Luce" Price y el británico Jeremy Irvine interpretaría a Daniel Grigori, ambos fueron dados a conocer por la escritora Lauren Kate en su página web, posteriormente el 25 de septiembre de 2013 oficialmente se anunció que el australiano Harrison Gilbertson interpretaría a Cameron Briel "Cam", el tercer personaje principal. El 19 de enero de 2014 se confirmó oficialmente en la revista "IF" de Australia, en su página web, que la australiana Sianoa Smit-McPhee, interpretaría a "Molly", el personaje antagonista.
El 17 de febrero se dio a conocer por un mensaje de Twitter en la cuenta oficial de la actriz Hermione Corfield su estadía en Budapest, días después se confirmaría su participación en la adaptación de Oscuros en el papel de "Gabbe". El 1 de marzo de 2014 la actriz Juliet Aubrey confirmaba su participación en la adaptación como la madre de Luce, Doreen Price. El 18 de febrero de 2014 se dio a conocer de manera oficial que la actriz Daisy Head interpretaría a Arriane Alter, esto fue dado a conocer por el padre de la actriz vía Twitter. El 9 de abril de 2014 se dio a conocer de manera oficial en la página web de la escritora de Oscuros, Lauren Kate, los miembros restantes del resto del cast. El actor Malachi Kirby interpretara a Roland Sparks, la actriz inglesa Lola Kirke será quien de vida a Penn y Chris Ashby como Todd Hammond, los demás actores que ya habían sido confirmados como Hermione Corfield (Gabbe), Daisy Head (Arriane Alter) y Sianoa Smit-McPhee (Molly), también han sido confirmadas por la escritora de manera oficial en su página web, posteriormente el resto de personajes restantes fueron confirmados de manera oficial.

### Rodaje

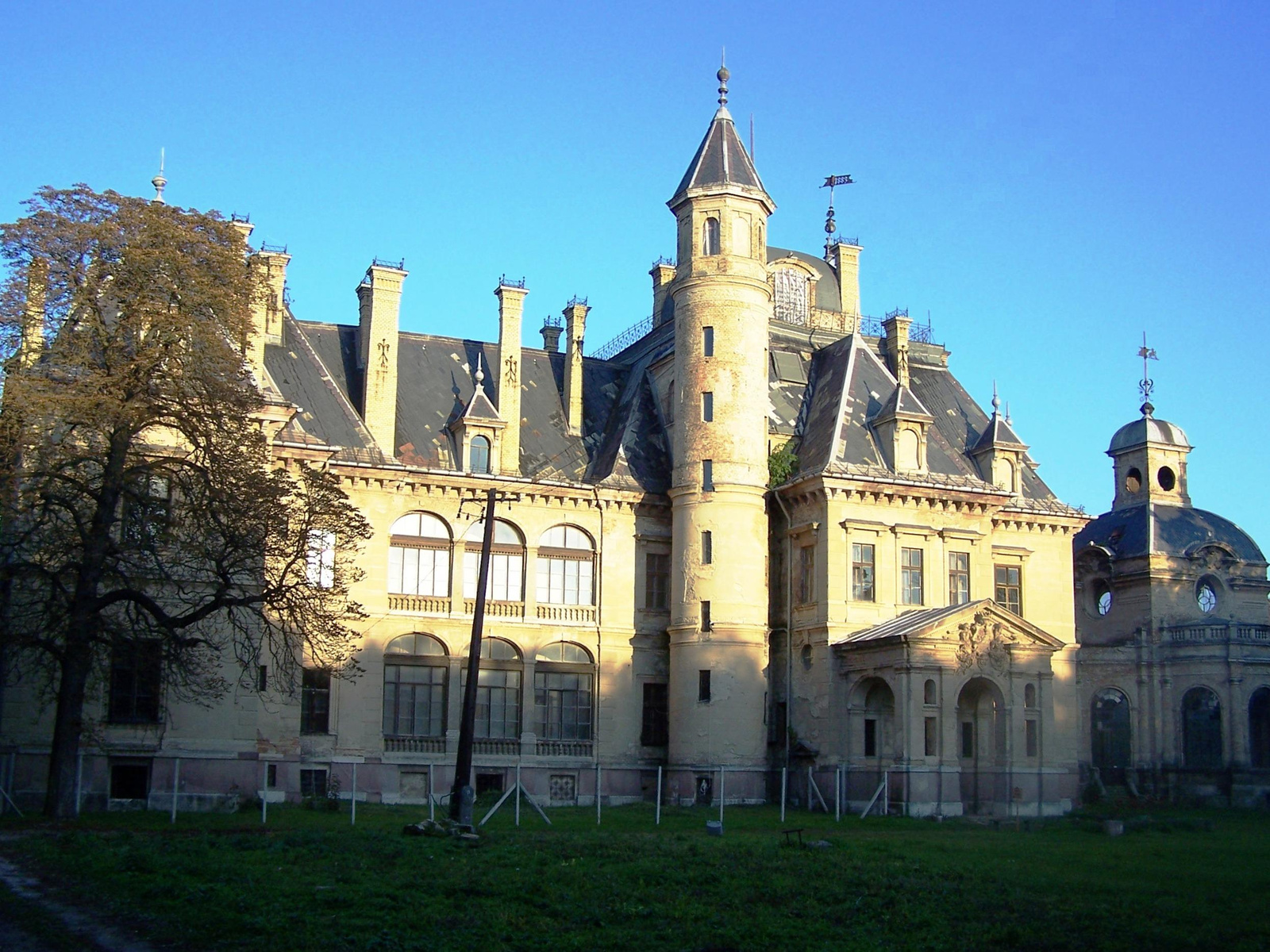
Castillo de Tura, el edificio encargado de encarnar al reformatorio de Espada y Cruz (Sword & Cross).

Después del cambio de productoras, los productores y el director Scott Hicks iniciaron la búsqueda del set, el lugar escogido fue el país europeo de Hungría; a aproximadamente a 2 km de la capital de Hungría se encontraba el lugar escogido para comenzar las grabaciones, pero fueron diferentes lugares donde Oscuros fue grabada, el primero fue el Castillo de Tura, sería el recinto principal que conformaría a Espada y Cruz (Sword & Cross) junto con el castillo Wenckheim-kastély_(Szabadkígyós) también ubicado en Hungría, la biblioteca sería otro recinto aparte donde se filmó, las tres edificaciones conformaron el reformatorio. Posteriormente la fecha de filmación había sido establecida ha principios del mes de septiembre, pero se atrasó hasta el 9 de febrero de 2014 en Budapest. Fueron cinco meses de grabaciones más dos semanas extras de grabación de voz entre finales de julio y agosto.
Curiosidad, el actor Jeremy Irvine quien encarnara al ángel caído (Daniel), se vio involucrado en otras adaptaciones que buscaban su participación en estas, tales fueron, Los juegos del hambre  en el papel de Peeta Mellark y en Divergente para el papel de Tobias Four Eaton, ambas fueron rechazadas por él, posteriormente en las audiciones de Oscuros a Irvine le fascinó el guion y optó por quedarse con el papel.

## Promoción

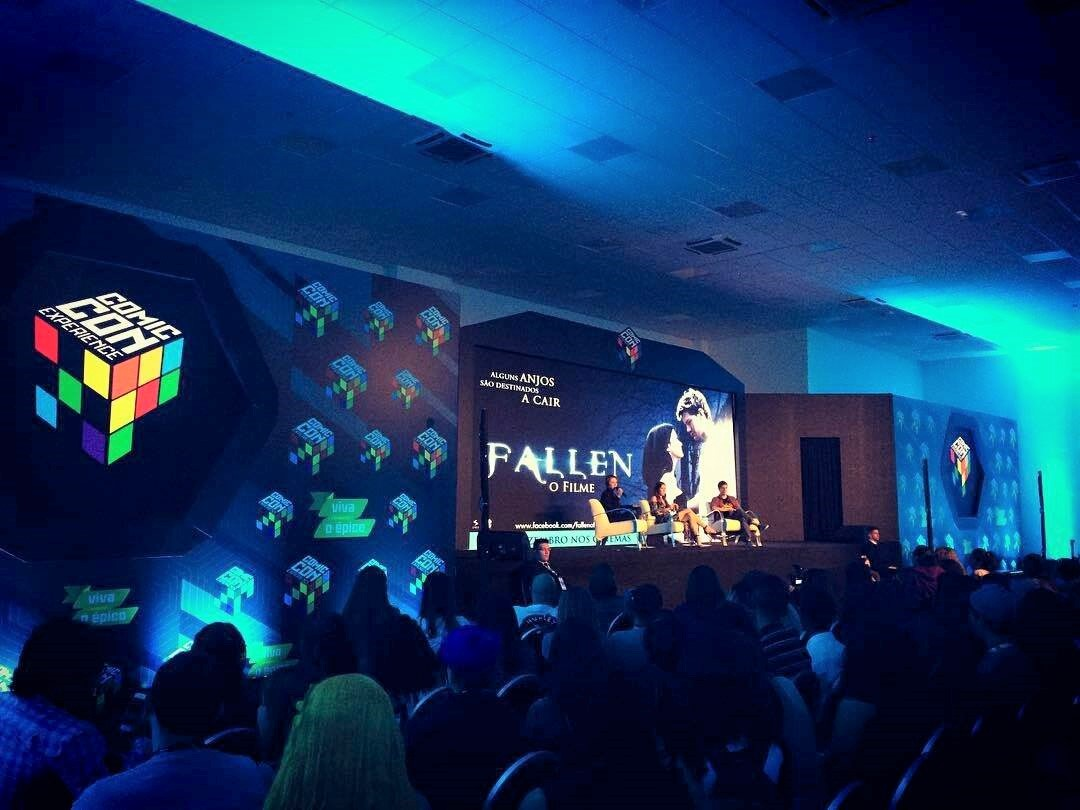
Lauren Kate y Addison Timlin en la Comic Con Experiencie de Brasil promocionado la película en diciembre del 2016.

A finales del 2016 el tráiler de Oscuros se había filtrado desde Filipinas, país en ser escogido para la premier de la película, con una baja resolución y en pésima calidad de imagen y sonido los primeros vistazos hacia la adaptación del primer libro de Lauren Kate estaban siendo vistos, la empresa Lotus tuvo que re-acondicionar el tráiler y modificarlo en pequeñas escenas e introduciendo los créditos al final del tráiler, una vez que este se había filtrado. 
El filtrado del tráiler obligó a la empresa Lotus Intertainment a dar fechas próximas para el estreno de la película, después de que el tráiler se había filtrado se empezó a especular sobre el retraso que había tenido la película; entre la confusión del filtrado se supo que Oscuros no tenía una empresa que financiara su estreno y su salida a los cines, más tarde la empresa Relativity Media, dirigida por Ryan Kavanaugh se interesó en invertir en la película, después de varios días de negociación al final se dio luz verde para el estreno de la adaptación que llevaba ya dos años en preproducción, en Filipinas se empezó a dar promoción por los medios de televisión y en la capital de la ciudad respectivamente.
En diciembre de 2016 la promoción de la película llegó a la versión brasileña de la Comic-Con Experiencie, donde Fallen tuvo un panel donde se dio una conferencia de prensa con Lauren Kate (escritora de Oscuros) y Addison Timlin (Lucinda Price), en el evento se reprodujo el tráiler de la película en portugués delante de los aficionados de la saga.
La película se estrenó en los Estados Unidos el 8 de septiembre de 2017, hasta el momento aún no hay fechas para los demás países del continente americano; por otra parte Italia y Bulgaria fueron los primeros países de Europa en estrenar la adaptación, mientras que en Asia la mayoría estreno en 2016.

## Recepción

### Crítica
La película recibió reseñas negativas por parte de la crítica y audiencia, en Rotten Tomatoes posee una aprobación de 7%. Mientras que en FilmAffinity obtuvo una calificación de 4, el New York Times le dio una crítica cruda al respeto a toda la trama; The New York Time: "Sacrifica sinceridad emocional por valores de producción altos (...) El supuesto triangulo amoroso extático entre Luce y sus novios beatíficos carece de una interacción orgánica que produzca algo de química." Por otro lado Los Angeles Times fue menos benevolente; Los Angeles Times: "Es fielmente convencional, pero el reparto la hace atractiva (...) La historia tiene algunos problemas de ritmo". A pesar de que la película no se ha estrenado aún en cines en todo el continente Americano (Excepto Estados Unidos y Brasil), el estreno es esperado por parte de la audiencia de la saga.

## Secuelas
En diciembre de 2014, se anunció que Torment (segunda parte de Oscuros) o en español El poder de las sombras estaba en desarrollo de su guion. La productora Lotus Intertainment junto con la escritora Lauren Kate han dicho que tienen planeado hacer todos los libros de la saga, por el momento son 6 libros que contiene el mundo de Oscuros.